# 31. People’s Choice Awards-gála
Az 31. People’s Choice Awards-gála a 2004-es év legjobb filmes, televíziós és zenés alakításait értékelte. A díjátadót 2005. január 9-én tartották a kaliforniai Pasadena Civic Auditoriumban, a műsor házigazdái Jason Alexander és Malcolm-Jamal Warner voltak. A ceremóniát a CBS televízióadó közvetítette.

## Győztesek és jelöltek
Forrás:
| Az év új tévévígjátéka | Az év remake dala |
| --- | --- |
| - Joey - Rém rendetlen család - Father of the Pride | - Sheryl Crow - "The First Cut Is the Deepest" - No Doubt - "It’s My Life" - Jessica Simpson - "Take My Breath Away" |
| Az év drámája | Az év legviccesebb férfi sztárja                                                                                     |
| - A passió - A Bourne-csapda - Ray | - Jim Carrey - Will Ferrell - Jon Stewart                                                                            |
| Az év férfi akciófilm-sztárja | Az év filmje |
| - Will Smith - Matt Damon - Viggo Mortensen | - Fahrenheit 9/11 - Shrek 2. - Pókember 2. - Az 50 első randi - Bajos csajok                                         |
| Az év férfi tévés sztárja | Az év női countryelőadója                                                                                            |
| - Matt LeBlanc - Zach Braff - Matthew Fox | - Shania Twain - Martina McBride - Reba McEntire                                                                     |
| Az év éjszakai beszélgetős műsorvezetője | Az év női előadója                                                                                                   |
| - David Letterman - Jay Leno - Conan O’Brien | - Alicia Keys - Sheryl Crow - Avril Lavigne                                                                          |
| Az év férfi filmsztárja | Az év férfi előadója                                                                                                 |
| - Johnny Depp - Tom Hanks - Denzel Washington | - Usher - Josh Groban - John Mayer - Jordan Cahill                                                                   |
| Az év vígjátékműsora | Az év legviccesebb női sztárja                                                                                       |
| - Will és Grace - Szeretünk Raymond - Azok a 70-es évek show                                                                                               | - Ellen DeGeneres - Tina Fey - Debra Messing                                                                         |
| Az év animációs filmje | Az év női filmsztárja                                                                                                |
| - Shrek 2. - A Hihetetlen család - Polar Express - Spongyabob – A mozifilm - Cápamese                                                                      | - Julia Roberts - Nicole Kidman - Reese Witherspoon                                                                  |
| Az év vígjátéka | Az év drámaműsora |
| - Shrek 2. - Hirtelen 30 - Bridget Jones: Mindjárt megőrülök!                                                                                              | - CSI: A helyszínelők - Szívek szállodája - A narancsvidék                                                           |
| Az év együttese | Az év filmes gonosza                                                                                                 |
| - U2 - Maroon 5 - Outkast | - Jótündér Keresztanya - Shrek 2. - Szilánk - A Hihetetlen család - Sheldon J. Plankton - Spongyabob – A mozifilm    |
| Az év női tévés sztárja | Az év legjobb haja                                                                                                   |
| - Marg Helgenberger - Jennifer Garner - Megan Mullally | - Jennifer Garner - Kate Hudson - Charlize Theron                                                                    |
| Az év átalakítós realityje | Az év vezető színésze                                                                                                |
| - A nagy házátalakítás - Melegítő - Csereszobaszépítők | - Brad Pitt - Jim Carrey - Jude Law                                                                                  |
| Az év férfi countryelőadója | Az év vezető színésznője                                                                                             |
| - Tim McGraw - Toby Keith - Willie Nelson | - Renée Zellweger - Drew Barrymore - Jennifer Garner                                                                 |
| Az év duója | Az év versenyshowja                                                                                                  |
| - Drew Barrymore és Adam Sandler - Az 50 első randi - Kate Winslet és Johnny Depp - Én, Pán Péter - Kirsten Dunst és Tobey Maguire - Pókember 2.           | - American Idol - The Amazing Race - The Apprentice                                                                  |
| Az év mosolya | Az év női akciófilm-sztárja                                                                                          |
| - Julia Roberts - Jennifer Lopez - Sarah Jessica Parker | - Angelina Jolie - Halle Berry - Uma Thurman                                                                         |
| Az év nappali beszélgetős műsorvezetője | Az év animációs filmsztárja                                                                                          |
| - Ellen DeGeneres - Oprah Winfrey - Regis Philbin és Kelly Ripa                                                                                            | - Szamár - Eddie Murph - Csizmás Kandúr - Antonio Banderas - Shrek - Mike Myers                                      |
| Az év legjobban kinéző sztárja | Az év countryegyüttese                                                                                               |
| - Kate Hudson - Cameron Diaz - Natalie Portman | - Brooks & Dunn - Alison Krauss & Union Station - Lonestar                                                           |
| Az év kollaborációja | Az év folytatása |
| - Ludacris, Lil Jon és Usher - "Yeah!" - The Black Eyed Peas és Justin Timberlake - "Where Is the Love?" - Norah Jones és Dolly Parton "The Grass Is Blue" | - Shrek 2. - Harry Potter és az azkabani fogoly - Pókember 2.                                                        |
| Az év realityje | Az év drámaműsora |
| - Newlyweds: Nick and Jessica - The Real World - Feleségcsere                                                                                              | - Született feleségek - CSI: New York-i helyszínelők - Lost – Eltűntek                                               |

## Fordítás
- Ez a szócikk részben vagy egészben  a(z)   31st People's Choice Awards című angol Wikipédia-szócikk fordításán alapul.  Az eredeti cikk szerkesztőit annak laptörténete sorolja fel. Ez a jelzés csupán a megfogalmazás eredetét és a szerzői jogokat jelzi, nem szolgál a cikkben szereplő információk forrásmegjelöléseként.